# Crisol Carabal
Crisol Celeste Caraballo Carreño được biết đến dưới tên Crisol Carabal (sinh ngày 11 tháng 1 năm 1971) là diễn viên ngườiVenezuela. Cô đóng nhiều bộ phim thể loại telenovela.

## Sự nghiệp
Crisol bắt đầu sự nghiệp nghệ thuật của mình qua những chương trình thơ ca mang tên Cuánto Vale el Show do đài RCTV phát sóng. Cô bắt đầu sự nghiệp diễn xuất của mình qua những vai nhỏ trong các bộ phim thể loại telenovela phát sóng trên đài RCTV. Cô được nữ diễn viên Amalia Pérez Díaz đào tạo về diễn xuất, nhờ đó cô được nhận vai diễn đầu tiên là nhân vật Charito trong phim telenovela mang tên Abigail. Bộ phim này đã trở thành cơn sốt lớn trong năm đó và bộ phim được phát sóng ở nhiều quốc gia trên thế giới.
Năm 1995, cô lần đầu diễn vai chính trong phim telenovela Ilusiones cùng với Vicente Tepedino.
Năm 2006, cô đóng vai phản diện trong phim telenovela mang tên Los Querendones của đài Venevisión. Vài năm sau, cô cùng chồng là ảo thuật gia Mago Sandro chuyển đến Quần đảo Canaria, Tây Ban Nha.
Năm 2012, Crisol trở về Venezuela để tham gia đóng vai phản diện trong phim telenovela Mi ex me tiene ganas.

## Đời tư
Cha cô là nhà thơ Alejandro Caraballo. Năm 2007, cô cưới nhà ảo thuật Alessandro Nerilli. Năm 1997, Crisol được chẩn đoán bị u não và cô trải qua phẫu thuật thành công.

## Phim thể loại telenovela
- 1988: Selva María
- 1988: Abigail trong vai Charito
- 1992: Por Estas Calles trong vai Bettysabel
- 1993: Dulce Ilusión trong vai Sarita
- 1994: Pura Sangre trong vai Yomira Sarmiento
- 1995: Ilusiones trong vai Marisol Palacios
- 1997: Maria de los Angeles trong vai Alba Griselda Basanta Vargas
- 1998: Luisa Fernanda (telenovela) trong vai Miriam Linares
- 2000: Mariú trong vai Amanda Galvez Escorza
- 2000: Angelica pecado trong vai Veronica
- 2002: Mambo y canela trong vai Lolita
- 2003: Trapos íntimos trong vai Angela Chacón
- 2004: Estrambotica Anastasia trong vai Gregoria Borosfky
- 2005: Ser Bonita No Basta trong vai Michelle
- 2006: Los Querendones trong vai Gloria Millares
- 2007: Aunque mal paguen trong vai Malinka
- 2008: La vida entera trong vai Titina San Juan
- 2012: Mi ex me tiene ganas trong vai Amanda Atenas

## Phim
- 2003: La señora de Cárdenas trong vai Angélica

## Kịch
- 2004: Confesiones de Mujeres de 30
- 2009: ¿Estás ahí?